# Герта (Целендорф)
ФК «Герта 03 Берлін-Целендорф е. В.» (нім. Fußball-Club Hertha 03 Zehlendorf e. V) — німецька футбольна команда з міста з району Целендорф у Берліні.
Клуб, один з найбільших футбольних клубів країни, має потужну молодіжну академію, який підготував багатьох гравців національних збірних (не лише для Німеччини), а також виграв два молодіжні чемпіонські титули.

## Досягнення
Клуб має наступні досягнення:
| - Аматорський чемпіонат Німеччини - Срібний призер (1): 1979 - Регіоналліга «Берлін» (II) - Чемпіон (2): 1969, 1970 - Аматорський чемпіонат Берліна (II) - Чемпіон (1): 1953 - Оберліга Берлін (III) - Чемпіон (1): 1979 - Срібний призер (5): 1975, 1982, 1983, 1989, 1990 - Берлін-Ліга (VI) - Чемпіон (1): 2014 | - Кубок Берлін - Володар (1): 1977, 1982, 1989 - Фіналіст (6): 1968, 1969, 1974, 1975, 1990, 1996 - Юнацька Бундесліга (U-19) - Чемпіон (1): 1970 - Срібний призер (1): 1978 - Юнацька Бундесліга (U-17) - Чемпіон (1): 1988 - Срібний призер (2): 1978, 1989 |

## Статистика виступів
Статистика виступів у новітній період історії клубу:
| Сезон     | Дивізіон             | Рівень | Місце   |
| 1999–2000 | Оберліга «Північ»    | IV     | 14-те ↓ |
| 2000–01   | Вербансліга «Берлін» | V      | 8-те    |
| 2001–02   | Вербансліга «Берлін» | V      | 5-те    |
| 2002–03   | Вербансліга «Берлін» | V      | 4-те    |
| 2003–04   | Вербансліга «Берлін» | V      | 7-те    |
| 2004–05   | Вербансліга «Берлін» | V      | 3-тє    |
| 2005–06   | Вербансліга «Берлін» | V      | 3-тє    |
| 2006–07   | Вербансліга «Берлін» | V      | 7-те    |
| 2007–08   | Вербансліга «Берлін» | V      | 4-те    |
| 2008–09   | Берлін-Ліга          | VI     | 6-те    |
| 2009–10   | Берлін-Ліга          | VI     | 3-тє    |
| 2010–11   | Берлін-Ліга          | VI     | 14-те   |
| 2011–12   | Берлін-Ліга          | VI     | 6-те    |
| 2012–13   | Берлін-Ліга          | VI     | 10-те   |
| 2013–14   | Берлін-Ліга          | VI     | 1-ше ↑  |
| 2014–15   | Оберліга «Північ»    | V      | 9-те    |
| 2015–16   | Оберліга «Північ»    | V      | 3-тє    |
| 2016–17   | Оберліга «Північ»    | V      | 4-те    |
| 2017–18   | Оберліга «Північ»    | V      | 4-те    |
| 2018–19   | Оберліга «Північ»    | V      | 4-те    |

- Зі стовренням Регіоналліги в 1994 році та Третьої ліги у 2008 році як нового третього дивізіону, нижче Другої Бундесліги, усі ліги опустилися нижче на один рівень. У 2008 році Вербандсліга Берлін була перейменована в Берлін-Ліга.

| ↑ Підвищення | ↓ Вибування |

## Статистика виступів у кубку Німеччини
Шість разів клуб кваліфіквався для участі в Кубку Німеччини:
| Сезон   | Раунд                  | Дата            | Вдома                           | На виїзді           | Результат   | Глядачі |
| 1974-75 | Перший раунд           | 7 вересня 1974  | «Гайденгайм»                    | «Герта» (целендорф) | 2–2 дод. ч. |         |
| 1974-75 | Повторний перший раунд | 14 вересня 1974 | «Герта» (Целендорф)             | «Гайденгайм»        | 5–0         |         |
| 1974-75 | Другий раунд           | 20 вересня 1974 | «Шальке 04»                     | «Гайденгайм»        | 6–0         |         |
| 1975-76 | Перший раунд           | 5 серпня 1975   | «Герта» (Целендорф)             | «Блументалер»       | 0–1 дод. ч. |         |
| 1976-77 | Перший раунд           | 6 серпня 1976   | «Герта» (Целендорф)             | «ТуС Маєн»          | 1–0         |         |
| 1976-77 | Другий раунд           | 18 жовтня 1976  | «Айнтрахт» (Франкфурт-на-Майні) | «Герта» (Целендорф) | 10–2        |         |
| 1977-78 | Перший раунд           | 29 липня 1977   | «Майнц 05»                      | «Герта» (Целендорф) | 7–1         |         |
| 1982-83 | Перший раунд           | 27 серпня 1982  | «Герта» (Целендорф)             | «Герта» (Берлін)    | 2–4         |         |
| 1989-90 | Перший раунд           | 20 серпня 1989  | «Герта» (Целендорф)             | «Нюрнберг»          | 0–4         |         |

## Відомі гравці
- / Ігор Гімро
- П'єр Літтбарскі
- Крістіан Циге
- Карстен Рамелов
- Ніко Ковач
- Роберт Ковач
- Соф'ян Шахед
- Сеяд Салихович

## Відомі тренери
| Тренера          | З                 | До                |
| Волфганг Пжедінг | 1 липня 1983      | 10 листопада 1986 |
| Стефан Шпрей     | 11 листопада 1986 | 7 січня 1990      |
| Адольф Ремі      | 8 січня 1990      | 30 червня 1990    |
| Джино Феррін     | 1 липня 1990      | 30 червня 1992    |
| Петер Ранк       | 1 липня 1992      | 2 травня 1994     |
| Герд Прегер      | 3 травня 1994     | 30 червня 1994    |
| Томас Грюненберг | 1 липня 1994      | 16 лютого 1996    |
| Герд Прегер      | 16 лютого 1996    | 25 березня 1997   |
| Джино Феррін     | 26 березня 1997   | 30 червня 1997    |